# 述平
述平（1962年11月20日—），原名王述平，出生于吉林省梅河口，中国电影编剧。1994年以短篇小说《晚报新闻》获长白山文艺奖，并得到张艺谋的注意，受邀担任其电影《有话好好说》的编剧。之后与姜文自《鬼子来了》开始合作，10多年来，两人已共同创作出了《鬼子来了》、《太阳照常升起》、《让子弹飞》等电影作品。
其编剧作品《让子弹飞》获得2011年第48届金馬獎最佳改編劇本奖。2011年述平出版首部小说集《某》。

## 荣誉
- 太阳照常升起得到2007年第44屆金馬獎最佳改编剧本奖（提名）
- 让子弹飞获得2011年第48屆金馬獎最佳改编剧本奖
- 让子弹飞得到2012年第31届香港电影金像奖最佳编剧奖（提名）

## 作品年表
| 职业     | 年份   | 片名           | 奖项                                                                   | 备注                                         |
| 电影编剧 | 2013年 | 无人区         | 第64届柏林国际电影节金熊奖(提名)                                       | 合作编剧：宁浩                               |
| 电影编剧 | 2010年 | 让子弹飞       | 第48屆金馬獎最佳改编剧本奖2012年第31届香港电影金像奖最佳编剧奖（提名） | 合作编剧：姜文，郭俊立，危笑，李不空，朱苏进 |
| 电影编剧 | 2009年 | 欠我十万零五千 |                                                                        | 合作编剧：李轻松，管娜                       |
| 电影编剧 | 2009年 | 走着瞧         | 第十七届北京大学生电影节艺术探索奖                                     | 主演：文章，岳红，白静                       |
| 电影编剧 | 2007年 | 太阳照常升起   | 2007年第44屆金馬獎最佳改编剧本奖（提名）                               | 合作编剧：姜文，过士行                       |
| 电影编剧 | 2000年 | 鬼子来了       | 第53届戛纳国际电影节评委会大奖 日本“每日电影奖”最佳外语片奖            | 合作编剧：姜文，李海鹰，刘星，史建全，尤凤伟 |
| 电影编剧 | 1998年 | 赵先生         | 1999年获瑞士洛迦诺国际电影节最佳影片奖                                 | 主演：蒋雯丽 导演：吕乐                      |
| 电影编剧 | 1997年 | 有话好好说     | 1997年威尼斯电影节金狮奖（提名）                                       | 导演：张艺谋 主演：姜文、瞿颖、李保田        |
| 作家     | 2011年 | 某             |                                                                        | 姜文作序并画插图                             |

## 作品

### 剧本
- 1997年：《有话好好说》
- 1998年：《赵先生》
- 2000年：《鬼子来了》
- 2007年：《太阳照常升起》
- 2009年：《走着瞧》
- 2009年：《欠我十万零五千》
- 2010年：《让子弹飞》
- 2013年：《无人区》

### 小说
- 2011年：《某》（小说集）

## 奖项与提名
| 年份   | 颁奖典礼             | 奖项         | 作品             | 结果 |
| ------ | -------------------- | ------------ | ---------------- | ---- |
| 1994年 | 长白山文艺奖         | 短篇小说奖   | 《晚报新闻》     | 獲獎 |
| 2007年 | 第44屆金馬獎         | 最佳改编剧本 | 《太阳照常升起》 | 提名 |
| 2009年 | 第27届中国电影金鸡奖 | 最佳编剧     | 《走着瞧》       | 提名 |
| 2011年 | 第48屆金馬獎         | 最佳改编剧本 | 《让子弹飞》     | 獲獎 |
| 2012年 | 第31届香港电影金像奖 | 最佳编剧     | 《让子弹飞》     | 提名 |

## 相关链接
- 时光网 （页面存档备份，存于）